# Acquamania
Acquamania foi o terceiro parque aquático construído no Brasil, e o primeiro do estado do Espírito Santo. Localizado no balneário de Guarapari, com acesso pela BR-101, km 321.

## O parque
Parque aquático e temático, o Acquamania foi inaugurado em 18 de fevereiro de 1995, com o propósito de ser diversão para famílias e atender aos milhares de turistas que visitam Guarapari-ES. Com mais de 250.000 m² de implantação e dividido em áreas temáticas, realça aspectos históricos e geográficos da historia do Brasil e capixaba.
O projeto de arquitetura priorizou a topografia local e seus diversos planos, dando a cada atração seu cenário próprio e ao parque personalidade de um produto exclusivo e surpreendente. O cuidado com a sustentabilidade e preservação ambiental foram os eixos principais em que o projeto se desenvolveu.

## As atrações

### Vila
O Acquamania começa pela Vila que em suas construções lembram as antigas construções de Vitória e Vila Velha. Na entrada os navios marcam a presença do porto como fator importante do desenvolvimento local, com trechos das cartas de Pedro Vaz de Caminha. As fontes e chafarizes mostram o lúdico das praças e logradouros das cidades capixabas.
A principal construção é uma alegoria a antiga prefeitura de Vitória da década de 30, que ficava localizada na rua 7 de setembro, junto a praça do Trabalho.
O setor de atendimento ao sócio (Clam) e os vestiários são similares as estações de trem de Viana e Matilde.
A Estação Férrea de Matilde foi inaugurada em 1910, e é considerada uma das mais belas do estado. Ela ligava as cidades de Cachoeiro de Itapemirim e Vitória. Hoje na estação existem salas para cursos e aulas para a comunidade, uma loja de produtos da agroindústria da região, sala museológica e salão para exposições.

### Enseada do Pirata
Sua entrada é feita através de um túnel e a primeira imagem que se apresenta é a do navio pirata. Um imenso Bucaneiro com escorregadores, tuneis, rampas, redes, encanta adultos e crianças. Outras atrações desta área são a Cachoeira do Pirata, uma rampa ideal para descer em grupo, a Torre com um Free Fall e um Kamikaze, que fazem a alegria de quem procura emoções radicais.
O Espírito Santo desde os seus primórdios foi alvo de ataques de piratas e corsários sendo um dos mais famosos, o do inglês Sir Thomas Cavendish.

### Forte
A Piscina do Forte é baseada no Forte São Francisco Xavier da Barra, que é o monumento militar mais antigo do Espírito Santo e fica localizado no 38º Batalhão de Infantaria, em Vila Velha, sede do Exército. Estrategicamente erguido na base do morro da Penha, tinha a missão de defesa da barra sul da baía de Vitória.

### Lagoa Mirim
Vitoria e Vila Velha tem uma baia em comum. Devido às constantes ameaças de invasões desde o início da colonização foram construídas fortificações que guardam o porto natural.
Segundo os relatos históricos quando a Nau do imperador entrou na baía eles foram recebidos por um “cardume de peixes-bois” e a exuberância da fauna impressionou o monarca. Relatos de baleias “invadindo o Porto e praias” são comuns nas lendas contadas pelos antigos.
Embasado nestes fatos a Lagoa Mirim apresenta escorregas em forma de baleias, borboleta, sapo, focas espalhados pela piscina de baixa profundidade.

### Rio Lento
O rio São Mateus, também conhecido como Kiri-karé (ou Cricaré) que em linguagem indígena tem significado de rio lento ou preguiçoso. Foi sede de uma das batalhas dos colonizadores e ameríndios no Brasil. Mais tarde, esse conflitos ficaram conhecidos como Guerra dos Aimorés.
O Rio lento têm uma extensão de 200 m's de comprimento ideal para deitar numa bóia e relaxar.

### Bacutanga
A piscina de ondas, com mais de 1.000.000 de litros e sua praia com coqueiros e cercada pela mata lembra uma praia paradisíaca, é nesta área que o parque “acontece”, as atrações de recreação e dança fazem deste o local de jovens e agito. 
O Acquamania homenageia seu famoso município de Guarapari nesta atração chamando-a de Bacutanga, fusão do nome de duas de suas praias famosas, Bacutia e Peracanga.

### Corredeiras
Toboáguas são sinônimos de parque aquático e o Acquamania apresenta cores e traçados diferentes. A Cuca do folclore está presente no Super Kroc imenso e fechado toboágua onde o uso de boia aumenta a velocidade e a emoção.

### Biribol
O biribol é um esporte aquático, praticado dentro de uma piscina, muito semelhante ao voleibol. O Acquamania possui três piscinas para a prática do esporte, onde são feitos torneios e campeonatos.

## Acquamarine
Acquamarine Park Hotel, assim como o Flamboyant, é de propriedade de uma empresa familiar há mais de 30 anos no ramo do turismo. Hospitalidade e inovação sempre foram e serão as principais qualidades da empresa.
Construído em meio a bosques e matas, permite curtir a natureza e apreciar jacarandás, inúmeros pássaros, tucanos, jacupembas, canários, sabiás, e os pequenos saguis.
A tranquilidade do local fazem contrasta com a animação e as atrações oferecidas pelo parque aquático.
Junto aos hoteis, além do parque Acquamania, recentemente foi inaugurado o restaurante Amarillo. Um restaurante que está integrado junto ao parque e o Hotel Acquamarine.
Esses empreendimentos têm como característica principal o lazer, a diversão, a equipe de entretenimento e os playgrounds da Vila Parque. A simplicidade e a tranquilidade do local são as principais referências.
O Acquamarine dispõe de 40 apartamentos padronizados. Os quartos são espaçosos e confortáveis para até quatro pessoas por unidade. Nesta região entre a capital Vitória e Guarapari, onde o hotel se localiza, estão situados as principais atrações turísticas capixabas. Guarapari, com suas praias e pequenas enseadas atrai grande quantidade de turistas no verão e contrasta com visual campestre no restante do ano.
Vitoria e Vila Velha com seus shoppings, proporciona a vida noturna e sua gastronomia diversificada, que se tornam opções de passeios ímpares.
A localização estratégica é um convite para conhecer a bela região. Saborear uma moqueca capixaba, conhecer o Convento e outros monumentos históricos, além de visitar suas praias e shoppings, são paradas imperdíveis deste roteiro.